# Ein total verrückter Urlaub
Ein total verrückter Urlaub (Originaltitel: Carry On Abroad) ist der 24. Film aus der Carry-On-Filmreihe.

## Inhalt
Eine Gruppe britischer Touristen macht Urlaub in Spanien. Barbesitzer Vic Flange ist ein erfahrener Urlauber, kennt die halbe Welt. Eigentlich wollte Vic ja in diesem Jahr Urlaub mit seiner heißen Angestellten Sadie Tomkins machen – doch als seine Frau das bemerkt, fährt diese auch mit. Bei Reisebeginn treffen sie auf die anderen Teilnehmer der Fahrt. Angeführt vom Reiseleiter Stuart Farquhar sind da das ältere Muttersöhnchen Eustace Tuttle, das Ehepaar Blunt, die Mönche Bruder Bernard und Bruder Martin, der von sich sehr überzeugte Playboy Bert Conway und die beiden jungen Frauen Lily und Marge.
Im Hotel angekommen, das vom Manager Pepe, seiner Frau Floella und deren faulen Sohn im Alleingang betrieben wird, fallen alle erst einmal aus allen Wolken. Die versprochene schöne Umgebung ist eine Baustelle, und beim Hotel fehlen noch ein paar Stockwerke. Die Schränke haben zum Teil keine Rückwände und Böden, aus den Wasserhähnen kommt Sand, und diverse Scheiben fehlen in Türen und Fenstern. Doch davon lassen sich die Urlauber ihren Urlaub nicht verderben.

## Bemerkungen
Zum zweiten Mal nach Das total verrückte Campingparadies machen die Carry-Ons Urlaub. Diesmal jedoch verlassen sie ihre Insel und fahren in den Urlaubertraum Spanien. Natürlich wird das zum Albtraum.
Der 23. Film ist eine Art Zäsur. Es ist der letzte Film mit Charles Hawtrey überhaupt, auch der letzte (von fünf) Carry-On… mit Amelia Bayntun, die seine Mutter spielt. Ironischerweise war sie im wahren Leben fünf Jahre jünger als Hawtrey. Abgesehen von Jim Dale und Terry Scott haben hier auch die meisten der regulären Stars ihren Auftritt: Joan Sims, Kenneth Williams, Barbara Windsor, Peter Butterworth, Kenneth Connor, Hattie Jacques, Bernard Bresslaw, Patsy Rowlands, Sidney James, Jack Douglas und Charles Hawtrey. Das gibt es nur noch einmal im Vorgänger Die total verrückte Oberschwester.
Da man ja wusste „Sex sells“, und man unbedingt einen weiteren Flop wie beim Vorgänger Ein Streik kommt selten allein verhindern wollte, hat auch hier Sexbombe Barbara Windsor (dabei wie immer mit Sid James an ihrer Seite) wieder einen kurzen Nacktauftritt (unter der Dusche). Und dieses Mal musste Windsor diese Last nicht allein schultern, auch Sally Geeson und Gail Grainger haben ihre kurzen Oben-ohne-Auftritte.
Die deutsche Kinoerstaufführung war im Jahr 1977, die Fernsehpremiere am 1. Januar 1984 auf DDR 2.

## Kritiken
- „Lautstarker Klamauk üblichen Zuschnitts und ohne jede Eigenständigkeit.“ – „Lexikon des internationalen Films“ (CD-ROM-Ausgabe), Systhema, München 1997
- „(…) klamaukige Satire auf britisches Urlaubsverhalten mit irrwitzigen Gags für Kenner.“ (Wertung: 2½ Sterne = überdurchschnittlich) – Adolf Heinzlmeier und Berndt Schulz in Lexikon „Filme im Fernsehen“ (Erweiterte Neuausgabe). Rasch und Röhring, Hamburg 1990, ISBN 3-89136-392-3, S. 833